# Turkiska supercupen (volleyboll, damer)
Turkiska supercupen är en tävling i volleyboll mellan vinnaren av Sultanlar Ligi (turkiska ligan) och turkiska cupen.

## Segrare[1]
- 2008-2009 Fenerbahçe SK
- 2009-2010 Fenerbahçe SK
- 2010-2011 Eczacıbaşı SK
- 2011-2012 Eczacıbaşı SK
- 2012-2013 Vakıfbank SK
- 2013-2014 Vakıfbank SK
- 2014-2015 Fenerbahçe SK
- 2015-2016 Hölls inte
- 2016-2017 Vakıfbank SK
- 2017-2018 Eczacıbaşı SK
- 2018-2019 Eczacıbaşı SK
- 2019-2020 Eczacıbaşı SK
- 2020-2021 Vakıfbank SK